# Eva Puskarčíková
Eva Puskarčíková (* 3. ledna 1991 Harrachov) je bývalá česká biatlonistka. Jejím největším individuálním úspěchem jsou dvě třetí místa v závodech světového poháru. S českou štafetou zvítězila v této soutěži celkem čtyřikrát a na Zimních olympijských hrách 2014 v Soči získala s českým týmem bronzovou medaili. Závodní kariéru ukončila v roce 2022.

## Osobní život
Přibližně ve věku pěti let začínala Eva Puskarčíková s běžeckým lyžováním v klubu TJ Jiskra Harrachov. Po vzniku biatlonového Sportovního klubu Policie Harrachov (SKP Harrachov) si zkusila střelbu a už u biatlonu zůstala. V prvním ročníku gymnázia se ještě vrátila k běžeckému lyžování, ale střelba jí chyběla, tak ve druhém ročníku již nadobro zůstala u biatlonu. Poté závodila za SKP Kornspitz Jablonec jejím trenérem byl Jindřich Šikola.
Navštěvovala sportovní gymnázium v Jablonci nad Nisou. Vystudovala Fakultu sportovních studií Masarykovy univerzity v Brně, obor speciální edukace bezpečnostních složek, kterou navštěvovala v letech 2011–2015, a získala bakalářský titul. Ve vzdělávání pokračovala v navazujícím magisterském studiu, obor učitelství tělesné výchovy pro základní a střední školy. Magisterský titul získala v roce 2018. Od roku 2018 pokračovala ve svém vzděláváni na Pedagogické fakultě Masarykovy univerzity studiem zeměpisu pro základní školy.
V květnu 2019 si vzala biatlonistu Lukáše Kristejna a začala používat příjmení Kristejn Puskarčíková. Manželství však trvalo krátce, protože v listopadu 2020 potvrdila, že je rozvedená a že bude opět závodit pod příjmením Puskarčíková. Začátkem roku 2022 oznámila, že jejím partnerem je italský biatlonista Thomas Bormolini. V dubnu 2024 se jim narodil syn Paride Bormolini.
Její sestra Anna Puskarčíková byla členkou juniorské reprezentace biatlonistek.

## Sportovní výsledky

### Olympijské hry a mistrovství světa
Česko reprezentovalo na třech olympijských hrách, poprvé v roce 2014 v Soči, kde dosáhla nejlepšího individuálního úspěchu v individuálním závodě, když skončila na 21. místě (původně se umístila na 22. příčce). Se štafetou žen dojela na čtvrtém místě, o tři roky později však byl původně stříbrný ruský tým kvůli dopingovému skandálu v ruském sportu diskvalifikován. To v květnu 2022 definitivně potvrdil Mezinárodní olympijský výbor, který Češkám, jež se podle upravených výsledků umístily na třetím místě, přidělil bronzové medaile. Zúčastnila se také ZOH v Pchjongčchangu a Pekingu, přičemž pekingské hry označila ještě v jejich průběhu za svou poslední olympiádu.
Zúčastnila se pěti mistrovství světa v biatlonu, poprvé v roce 2015 v Kontiolahti. Na anterselvském šampionátu v roce 2020 získala společně s Davidovou, Moravcem a Krčmářem bronzovou medaili ze smíšené štafety, což představuje její jediné umístění na stupních vítězů ze světových šampionátů. Dvakrát skončila v ženských štafetách těsně pod stupni vítězů na 4. místě. Nejlepšího individuálního výsledku dosáhla taktéž v Anterselvě 2020, když ve vytrvalostním závodu obsadila desáté místo.
| Sezóna  | Akce | Místo         | SP  | SZ  | HZ  | IZ  | ŠT  | SŠT | SZD | Věk    |
| ------- | ---- | ------------- | --- | --- | --- | --- | --- | --- | --- | ------ |
| 2013/14 | ZOH  | Soči          | 44. | 41. | –   | 21. | 3.  | –   | ×   | 23 let |
| 2014/15 | MS   | Kontiolahti   | 73. | –   | –   | 24. | 7.  | –   | ×   | 24 let |
| 2016/17 | MS   | Hochfilzen    | 17. | 31. | 26. | 23. | 4.  | 7.  | ×   | 26 let |
| 2017/18 | ZOH  | Pchjongčchang | 43. | 32. | –   | 44. | 12. | –   | ×   | 27 let |
| 2018/19 | MS   | Östersund     | 59. | 41. | –   | 42. | 15. | –   | 9.  | 28 let |
| 2019/20 | MS   | Anterselva    | 24. | 44. | 23. | 10. | 4.  | 3.  | –   | 29 let |
| 2020/21 | MS   | Pokljuka      | 68. | –   | –   | 37. | 10. | –   | –   | 30 let |
| 2021/22 | ZOH  | Peking        | –   | –   | –   | –   | 8.  | –   | ×   | 31 let |

Poznámka: Výsledky z mistrovství světa se započítávají do celkového hodnocení světového poháru, výsledky z olympijských her se dříve započítávaly, od olympijských her v Soči 2014 se nezapočítávají.
Na Mistrovství Evropy 2013 v bulharském Bansku získala stříbrnou medaili ve štafetě (složení Jitka Landová, Lea Johanidesová, Eva Puskarčíková a Veronika Zvařičová).

### Světový pohár
Do Světového poháru v biatlonu se zapojila v roce 2012, kdy v rámci ženských štafet v německém Oberhofu skončila na 11. místě. V individuálních závodech světového poháru startovala poprvé v sezóně 2013/2014. Při všech čtyřech startech, kterých se v roce 2013 zúčastnila, dokázala bodovat.

#### 2017/2018
Její letní přípravu na sezónu 2017/2018 ovlivnilo zranění ramene. Při první zastávce Světového poháru v sezóně ve švédském Östersundu skončila ve vytrvalostním závodě na 15 km na sedmém místě s časem 44,6 minuty. Za vítězkou zaostala o 1 minutu a 8,6 sekundy. Toto umístění, které je jejím dosavadním maximem v této disciplíně, se jí podařilo díky bezchybné střelbě. Ve sprintu na 7,5 km obsadila 32. místo s jednou chybou na střelnici a ztrátou na vítězku 1 minuta a 21,5 sekundy.
Hochfilzen byl další zastávkou světového poháru. Puskarčíková rozjela štafetu, první střelbu vleže měla s jedním dobitím a ze střelnice odjela na 10. místě. Ve střelbě vestoje potřebovala třikrát dobít a před poslední ranou si dřepla. Štafetu předala Jessice Jislové na pátém místě. Celkově štafeta ve složení Puskarčíková, Jislová, Davidová a Vítková skončila na 6. místě.
Ve třetí části Světového poháru ve francouzském Annecy jela v sobotním stíhacím závodu pod startovacím číslem 26. Na první střelbě v leže musela na dvě trestná kola. Druhou střelbu vleže odstřílela bez chyby. Další střelba ve stoje také byla bez chyby a poslední střelba s jednou chybou. Do cíle dojela na 25. místě a probojovala se do nedělního závodu s hromadným startem. V nedělním závodě s hromadným startem nezvládla střelbu v leže a musela na dvě trestná kola. Dvě chyby udělala i na další střelecké položce. Střelby ve stoje byly bez trestného kola. Do cíle dojela na 30. místě.

#### Ukončení kariéry

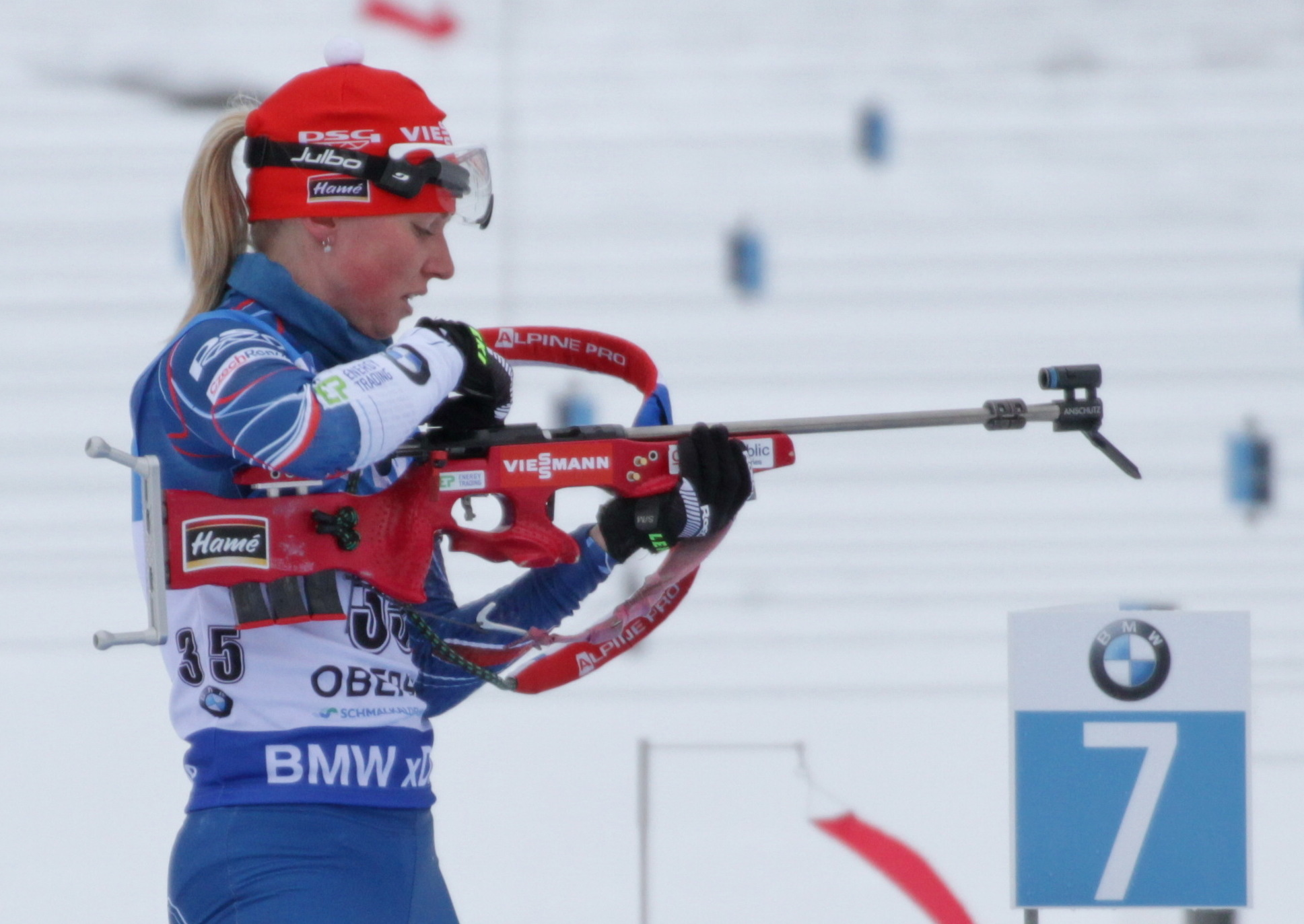
Eva Puskarčíková při závodě v Oberhofu v roce 2018

V březnu 2022 oznámila, že po závěrečných závodech světového poháru v Oslu ukončí profesionální sportovní kariéru. Uvedla, že ji její výkony v závodech „již vnitřně nenaplňují“ a že už nedokáže českému týmu pomoci tak, jak by chtěla. Poslední závod absolvovala 23. března 2022 na republikovém šampionátu v Jablonci nad Nisou, kde v supersprintu skončila na druhém místě.
Celkem se zúčastnila 225 závodů světového poháru, ve kterém působila mezi lety 2013 a 2022.
Sezóna 2011/12
| ČSP              | Místo            | SP  | SZ | HZ | IZ | ŠT  | SŠT | STŘ |
| ---------------- | ---------------- | --- | -- | -- | -- | --- | --- | --- |
| 4.               | Oberhof          | –   | –  | –  | –  | 11. | –   | –   |
| Celkové umístění | Celkové umístění | –   | –  | –  | –  | 11. | –   | –   |
| Celkové umístění | Celkové umístění | nkl |    |    |    | 11. | –   | –   |

Sezóna 2013/14
| ČSP              | Místo            | SP            | SZ           | HZ           | IZ           | ŠT           | SŠT          | STŘ          |
| ---------------- | ---------------- | ------------- | ------------ | ------------ | ------------ | ------------ | ------------ | ------------ |
| 1.               | Östersund        | nestartovala  | nestartovala | nestartovala | nestartovala | nestartovala | nestartovala | nestartovala |
| 2.               | Hochfilzen       | 38.           | 36.          | –            | –            | 12.          | –            | –            |
| 3.               | Annecy           | 25.           | 35.          | –            | –            | 10.          | –            | –            |
| 4.               | Oberhof          | 40.           | 30.          |              | –            | –            | –            | –            |
| 5.               | Ruhpolding       | –             | –            | –            | 71.          | 7.           | –            | –            |
| 6.               | Anterselva       | 52.           | –            | –            | –            | 10.          | –            | –            |
| 7.               | Pokljuka         | 65.           | –            | –            | –            | –            | –            | –            |
| 8.               | Kontiolahti      | 52.           | –            | –            | –            | –            | –            | –            |
| 8.               | Kontiolahti      | 70.           | –            | –            | –            | –            | –            | –            |
| 9.               | Oslo             | 68.           | –            | –            | –            | –            | –            | –            |
| Celkové umístění | Celkové umístění | 71.           | 60.          | –            | nkl          | 10.          | –            | 85 %         |
| Celkové umístění | Celkové umístění | 42 bodů (66.) |              |              |              | 10.          | –            | 85 %         |

Sezóna 2014/15
| ČSP              | Místo                | SP             | SZ  | HZ  | IZ  | ŠT | SŠT | STŘ  |
| ---------------- | -------------------- | -------------- | --- | --- | --- | -- | --- | ---- |
| 1.               | Östersund            | 17.            | 17. | –   | 42. | –  | 9.  | –    |
| 2.               | Hochfilzen           | 74.            | –   | –   | –   | 3. | –   | –    |
| 3.               | Pokljuka             | 33.            | 29. | –   | –   | –  | –   | –    |
| 4.               | Oberhof              | 57.            | –   | –   | –   | 1. | –   | –    |
| 5.               | Ruhpolding           | 18.            | –   | –   | –   | 1. | –   | –    |
| 6.               | Anterselva           | 51.            | –   | –   | –   | 2. | –   | –    |
| 7.               | Nové Město na Moravě | 23.            | 14. | –   | –   | –  | 13. | –    |
| 8.               | Oslo                 | 47.            | –   | –   | 34. | 1. | –   | –    |
| 9.               | Chanty-Mansijsk      | 14.            | 18. | 20. | –   | –  | –   | –    |
| Celkové umístění | Celkové umístění     | 33.            | 28. | 37. | 40. | 1. | 3.  | 81 % |
| Celkové umístění | Celkové umístění     | 232 bodů (33.) |     |     |     | 1. | 3.  | 81 % |

Sezóna 2015/16
| ČSP              | Místo            | SP             | SZ           | HZ           | IZ           | ŠT           | SŠT          | SZD          | STŘ  |
| ---------------- | ---------------- | -------------- | ------------ | ------------ | ------------ | ------------ | ------------ | ------------ | ---- |
| 1.               | Östersund        | 43.            | 22.          | –            | 46.          | –            | –            | 13.          |      |
| 2.               | Hochfilzen       | 24.            | 40.          | –            | –            | 6.           | –            | –            |      |
| 3.               | Pokljuka         | 12.            | 9.           | 13.          | –            | –            | –            | –            |      |
| 4.               | Ruhpolding       | 20.            | 18.          | 16.          | –            | –            | –            | –            |      |
| 5.               | Ruhpolding       | –              | –            | 23.          | 49.          | 6.           | –            | –            |      |
| 6.               | Anterselva       | 27.            | 23.          | –            | –            | 2.           | –            | –            |      |
| 7.               | Canmore          | 52.            | –            | 12.          | –            | –            | –            | –            |      |
| 8.               | Presque Isle     | 25.            | 37.          | –            | –            | 1.           | –            | –            |      |
| 9.               | Chanty-Mansijsk  | nestartovala   | nestartovala | nestartovala | nestartovala | nestartovala | nestartovala | nestartovala |      |
| Celkové umístění | Celkové umístění | 31.            | 27.          | 16.          | nkl.         | 4.           | 10.          | 10.          | 85 % |
| Celkové umístění | Celkové umístění | 292 bodů (28.) |              |              |              | 4.           | 10.          | 10.          | 85 % |

Sezóna 2016/17
| ČSP              | Místo                | SP             | SZ  | HZ  | IZ  | ŠT  | SŠT | SZD | STŘ  |
| ---------------- | -------------------- | -------------- | --- | --- | --- | --- | --- | --- | ---- |
| 1.               | Östersund            | 15.            | 8.  | –   | 15. | –   | –   | 14. |      |
| 2.               | Pokljuka             | 8.             | 3.  | –   | –   | 4.  | –   | –   |      |
| 3.               | Nové Město na Moravě | 21.            | 26. | 17. | –   | –   | –   | –   |      |
| 4.               | Oberhof              | 42.            | 36. | 3.  | –   | –   | –   | –   |      |
| 5.               | Ruhpolding           | 14.            | 6.  | –   | –   | 6.  | –   | –   |      |
| 6.               | Anterselva           | –              | –   | 11. | 13. | 16. | –   | –   |      |
| 7.               | Pchjongčchang        | 16.            | 39. | –   | –   | 3.  | –   | –   |      |
| 8.               | Kontiolahti          | 63.            | –   | –   | –   | –   | 6.  | –   |      |
| 9.               | Holmenkollen         | 62.            | –   | 25. | –   | –   | –   | –   |      |
| Celkové umístění | Celkové umístění     | 18.            | 21. | 10. | 10. | 5.  | 7.  | 7.  | 82 % |
| Celkové umístění | Celkové umístění     | 504 bodů (13.) |     |     |     | 5.  | 7.  | 7.  | 82 % |

Sezóna 2017/18
| ČSP              | Místo            | SP              | SZ              | HZ              | IZ              | ŠT              | SŠT             | SZD             | STŘ             |
| ---------------- | ---------------- | --------------- | --------------- | --------------- | --------------- | --------------- | --------------- | --------------- | --------------- |
| 1.               | Östersund        | 32.             | 45.             | –               | 7.              | –               | 13.             | –               |                 |
| 2.               | Hochfilzen       | 62.             | –               | –               | –               | 6.              | –               | –               |                 |
| 3.               | Annecy           | 26.             | 25.             | 30.             | –               | –               | –               | –               |                 |
| 4.               | Oberhof          | 10.             | 23.             | –               | –               | 9.              | –               | –               |                 |
| 5.               | Ruhpolding       | –               | –               | 30.             | 23.             | 6.              | –               | –               |                 |
| 6.               | Anterselva       | 23.             | 30.             | DNS             | –               | –               | –               | –               |                 |
| 7.               | Kontiolahti      | 50.             | –               | –               | –               | –               | 8.              | –               |                 |
| 8.               | Holmenkollen     | 18.             | 34.             | –               | –               | 13.             | –               | –               |                 |
| 9.               | Ťumeň            | nezúčastnila se | nezúčastnila se | nezúčastnila se | nezúčastnila se | nezúčastnila se | nezúčastnila se | nezúčastnila se | nezúčastnila se |
| Celkové umístění | Celkové umístění | 27.             | 41.             | 50.             | 9.              | 10.             | 13.             | 13.             | 81 %            |
| Celkové umístění | Celkové umístění | 206 bodů (35.)  |                 |                 |                 | 10.             | 13.             | 13.             | 81 %            |

Sezóna 2018/19
| ČSP              | Místo                | SP             | SZ  | HZ | IZ  | ŠT | SŠT | SZD | STŘ  |
| ---------------- | -------------------- | -------------- | --- | -- | --- | -- | --- | --- | ---- |
| 1.               | Pokljuka             | 22.            | 35. | –  | 26. | –  | –   | 10. |      |
| 2.               | Hochfilzen           | 29.            | DNS | –  | –   | 9. | –   | –   |      |
| 3.               | Nové Město na Moravě | 48.            | 50. | –  | –   | –  | –   | –   |      |
| 4.               | Oberhof              | 12.            | 21. | –  | –   | 3. | –   | –   |      |
| 5.               | Ruhpolding           | 54.            | –   | –  | –   | 9. | –   | –   |      |
| 6.               | Anterselva           | 49.            | 44. | –  | –   | –  | –   | –   |      |
| 7.               | Canmore              | –              | –   | –  | 77. | 7. | –   | –   |      |
| 8.               | Soldier Hollow       | 23.            | 22. | –  | –   | –  | 6.  | –   |      |
| 9.               | Holmenkollen         | 51.            | 27. | –  | –   | –  | –   | –   |      |
| Celkové umístění | Celkové umístění     | 38.            | 40. | –  | 49. | 7. | 10. | 10. | 81 % |
| Celkové umístění | Celkové umístění     | 152 bodů (39.) |     |    |     | 7. | 10. | 10. | 81 % |

Sezóna 2019/20
| ČSP              | Místo                | SP             | SZ           | HZ           | IZ           | ŠT           | SŠT          | SZD          | STŘ          |
| ---------------- | -------------------- | -------------- | ------------ | ------------ | ------------ | ------------ | ------------ | ------------ | ------------ |
| 1.               | Östersund            | 19.            | –            | –            | 23.          | 8.           | 11.          | –            |              |
| 2.               | Hochfilzen           | 32.            | 8.           | –            | –            | 6.           | –            | –            |              |
| 3.               | Annecy               | 65.            | –            | 15.          | –            | –            | –            | –            |              |
| 4.               | Oberhof              | 17.            | –            | –            | –            | 10.          | –            | –            |              |
| 5.               | Ruhpolding           | nestartovala   | nestartovala | nestartovala | nestartovala | nestartovala | nestartovala | nestartovala | nestartovala |
| 6.               | Pokljuka             | –              | –            | 27.          | 38.          | –            | 6.           | –            |              |
| 7.               | Nové Město na Moravě | 57.            | –            | –            | –            | 10.          | –            | –            |              |
| 8.               | Kontiolahti          | 58.            | 50.          | –            | –            | –            | zrušeno      | zrušeno      |              |
| 9.               | Holmenkollen         | zrušeno        | zrušeno      | zrušeno      | zrušeno      | zrušeno      | zrušeno      | zrušeno      | zrušeno      |
| Celkové umístění | Celkové umístění     | 39.            | 43.          | 28.          | 18.          | 8.           | 10.          | 10.          | 82 %         |
| Celkové umístění | Celkové umístění     | 208 bodů (35.) |              |              |              | 8.           | 10.          | 10.          | 82 %         |

Sezóna 2020/21
| ČSP              | Místo                    | SP            | SZ  | HZ  | IZ  | ŠT  | SŠT | SZD | STŘ    |
| ---------------- | ------------------------ | ------------- | --- | --- | --- | --- | --- | --- | ------ |
| 1.               | Kontiolahti              | 53.           | –   | –   | 42. | –   | –   | –   | 83,5 % |
| 2.               | Kontiolahti (2)          | 81.           | –   | –   | –   | 11. | –   | –   | 61 %   |
| 3.               | Hochfilzen               | 84.           | –   | –   | –   | 11. | –   | –   | 52 %   |
| 4.               | Hochfilzen (2)           | 22.           | 26. | 29. | –   | –   | –   | –   | 84 %   |
| 5.               | Oberhof                  | 39.           | 43. | –   | –   | –   | –   | –   | 90 %   |
| 6.               | Oberhof (2)              | 45.           | –   | –   | –   | 6.  | –   | –   | 91 %   |
| 7.               | Anterselva               | –             | –   | –   | 53. | 10. | –   | –   | 82 %   |
| 8.               | Nové Město na Moravě     | 49.           | 57. | –   | –   | 18. | –   | –   | 76 %   |
| 9.               | Nové Město na Moravě (2) | 33.           | 29. | –   | –   | –   | –   | –   | 90 %   |
| 10.              | Östersund                | 94.           | –   | –   | –   | –   | –   | –   | 70 %   |
| Celkové umístění | Celkové umístění         | 64.           | 53. | 50. | 63. | 10. | –   | –   | 82 %   |
| Celkové umístění | Celkové umístění         | 64 bodů (60.) |     |     |     | 10. | –   | –   | 82 %   |

Sezóna 2021/22
| ČSP              | Místo             | SP            | SZ   | HZ | IZ  | ŠT  | SŠT | SZD | STŘ  |
| ---------------- | ----------------- | ------------- | ---- | -- | --- | --- | --- | --- | ---- |
| 1.               | Östersund         | 11.           | –    | –  | 69. | –   | –   | –   | 87 % |
| 2.               | Östersund (2)     | 58.           | 41.  | –  | –   | 7.  | –   | –   | 86 % |
| 3.               | Hochfilzen        | 49.           | 54.  | –  | –   | 8.  | –   | –   | 81 % |
| 4.               | Annecy            | 61.           | –    | –  | –   | –   | –   | –   | 90 % |
| 5.               | Oberhof           | 55.           | 52.  | –  | –   | –   | –   | 12. | 77 % |
| 6.               | Ruhpolding        | 56.           | 53.  | –  | –   | 15. | –   | –   | 86 % |
| 7.               | Anterselva        | –             | –    | –  | 57. | –   | –   | –   | 85 % |
| 8.               | Kontiolahti       | 44.           | DNF. | –  | –   | 8.  | –   | –   | 72 % |
| 9.               | Otepää            | 43.           | –    | –  | –   | –   | –   | –   | 80 % |
| 10.              | Holmenkollen-Oslo | 65.           | –    | –  | –   | –   | –   | –   | 80 % |
| Celkové umístění | Celkové umístění  | 56.           | –    | –  | –   | 7.  | 7.  | 7.  | 79 % |
| Celkové umístění | Celkové umístění  | 30 bodů (75.) |      |    |     | 7.  | 7.  | 7.  | 79 % |

### Juniorská mistrovství
| Sezóna  | D   | Místo                | SP  | SZ  | IZ  | ŠT  | Věk    |
| ------- | --- | -------------------- | --- | --- | --- | --- | ------ |
| 2010/11 | MSJ | Nové Město na Moravě | 23. | 15. | 62. | 9.  | 20 let |
| 2011/12 | MSJ | Kontiolahti          | 31. | 30. | 26. | 12. | 21 let |

## Medailová umístění v závodech Světového poháru

### Individuální
| Č. | Sezóna    | Datum             | Místo    | Umístění | Disciplína     |
| -- | --------- | ----------------- | -------- | -------- | -------------- |
| 1. | 2016/2017 | 10. prosince 2016 | Pokljuka | 3.       | stíhací závod  |
| 2. | 2016/2017 | 8. ledna 2017     | Oberhof  | 3.       | hromadný start |

### Kolektivní
| Č. | Sezóna    | Datum             | Místo         | Umístění | Disciplína     |
| -- | --------- | ----------------- | ------------- | -------- | -------------- |
| 1. | 2014/2015 | 13. prosince 2014 | Hochfilzen    | 3.       | štafeta 4×6 km |
| 2. | 2014/2015 | 7. ledna 2015     | Oberhof       | 1.       | štafeta 4×6 km |
| 3. | 2014/2015 | 14. ledna 2015    | Ruhpolding    | 1.       | štafeta 4×6 km |
| 4. | 2014/2015 | 25. ledna 2015    | Anterselva    | 2.       | štafeta 4×6 km |
| 5. | 2014/2015 | 15. února 2015    | Oslo          | 1.       | štafeta 4×6 km |
| 6. | 2015/2016 | 24. ledna 2016    | Anterselva    | 2.       | štafeta 4×6 km |
| 7. | 2015/2016 | 13. února 2016    | Presque Isle  | 1.       | štafeta 4×6 km |
| 8. | 2016/2017 | 5. března 2017    | Pchjongčchang | 3.       | štafeta 4×6 km |
| 9. | 2018/2019 | 13. ledna 2019    | Oberhof       | 3.       | štafeta 4×6 km |